# Palaeopedina
Palaeopedina is een geslacht van uitgestorven zee-egels uit de familie Pedinidae.

## Verspreiding en leefgebied
De vertegenwoordigers van dit geslacht kwamen voor in de vroege Jura (Hettangien - Sinemurien) in het huidige Frankrijk.